# Prost AP02
Prost AP02 – bolid Formuły 1 zespołu Prost Grand Prix używany w sezonie 1999.
Po dramatycznym sezonie 1998, w którym zespół Prost zdobył jedynie jeden punkt, AP02 był drugiem modelem samodzielnie wykonanym przez zespół. Jego projektantami byli Loïc Bigois, Alan Jenkins i John Barnard, który znał Alaina Prosta z czasów pracy dla zespołu McLarena w latach 1984–1986 i Ferrari z 1990 roku.
Podczas całego sezonu 1999 zespół Prost zdołał zdobyć dziewięć punktów, co dało siódme miejsce w klasyfikacji konstruktorów, w tym sześć punktów za drugie miejsce Jarno Trullego w Grand Prix Europy na torze Nürburgring. Trulli dostał później propozycję pracy od Eddiego Jordana dla zespołu Jordan Grand Prix na miejsce Damona Hilla, mistrza świata z 1996 roku, który ogłosił zakończenie kariery. Włoch przyjął propozycje od Jordana. Drugi kierowca zespołu, Olivier Panis, został zwolniony po kolejnym roku rozczarowujących wyników. Panis powrócił do Formuły 1 dopiero w sezonie 2001 do zespołu B.A.R.
Na miejsca Włocha i Francuza zespół zatrudnił Francuza Jeana Alesiego z zespołu Sauber i młodego Niemca Nicka Heidfelda, mistrza Formuła 3000.

## Wyniki
| Legenda oznaczeń w tabelach wyników Wyświetl szablon na nowej stronie | Legenda oznaczeń w tabelach wyników Wyświetl szablon na nowej stronie                                                                     |
| Oznaczenie                                                            | Wyjaśnienie |
| --------------------------------------------------------------------- | --- |
| Złoty                                                                 | Zwycięzca lub mistrzostwo |
| Srebrny                                                               | 2. miejsce lub wicemistrzostwo |
| Brązowy                                                               | 3. miejsce lub II wicemistrzostwo |
| Zielony                                                               | Ukończył, punktował (w klasyfikacji generalnej, gdy zdobył co najmniej jeden punkt na przestrzeni sezonu, poza trzema powyższymi opcjami) |
| Niebieski                                                             | Ukończył, nie punktował (w klasyfikacji generalnej, gdy nie zdobył co najmniej jednego punktu na przestrzeni sezonu)                      |
| Czerwony                                                              | Nie zakwalifikował się (NZ) |
| Czerwony                                                              | Nie prekwalifikował się (NPK) |
| Różowy                                                                | Nie ukończył (NU) |
| Różowy                                                                | Niesklasyfikowany (NS) (w klasyfikacji generalnej, gdy nie został sklasyfikowany w żadnym wyścigu sezonu)                                 |
| Czarny                                                                | Zdyskwalifikowany (DK) |
| Czarny                                                                | Wykluczony (WYK/EX) |
| Biały                                                                 | Nie wystartował (NW) |
| Biały                                                                 | Kontuzjowany (K/INJ) |
| Biały                                                                 | Wyścig odwołany (OD/C) |
| Bez koloru                                                            | Został wycofany (WYC/WD) |
| Bez koloru                                                            | Nie przybył (NP/DNA) |
| Bez koloru                                                            | Nie brał udziału w treningach (NT/DNP) |
| Bez koloru                                                            | Nie został zgłoszony (–) |
| Pogrubienie                                                           | Start z pole position |
| Kursywa                                                               | Najszybsze okrążenie wyścigu |
| †                                                                     | Nie ukończył, ale jego rezultat został zaliczony ze względu na przejechanie więcej niż 90% dystansu wyścigu.                              |
| *                                                                     | Sezon w trakcie |
| 1/2/3                                                                 | Punktowana pozycja w sprincie kwalifikacyjnym                                                                                             |
| Lista systemów punktacji Formuły 1                                    | |

| Sezon | Konstruktor   | Kierowcy      | Wyniki w poszczególnych eliminacjach | Wyniki w poszczególnych eliminacjach | Wyniki w poszczególnych eliminacjach | Wyniki w poszczególnych eliminacjach | Wyniki w poszczególnych eliminacjach | Wyniki w poszczególnych eliminacjach | Wyniki w poszczególnych eliminacjach | Wyniki w poszczególnych eliminacjach | Wyniki w poszczególnych eliminacjach | Wyniki w poszczególnych eliminacjach | Wyniki w poszczególnych eliminacjach | Wyniki w poszczególnych eliminacjach | Wyniki w poszczególnych eliminacjach | Wyniki w poszczególnych eliminacjach | Wyniki w poszczególnych eliminacjach | Wyniki w poszczególnych eliminacjach | Wyniki kierowców | Wyniki kierowców | Wyniki konstruktora | Wyniki konstruktora |
| Sezon | Konstruktor   | Kierowcy      | AUS                                  | BRA                                  | SMR                                  | MON                                  | ESP                                  | CAN                                  | FRA                                  | GBR                                  | AUT                                  | GER                                  | HUN                                  | BEL                                  | ITA                                  | EUR                                  | MYS                                  | JPN                                  | Punkty           | Pozycja          | Punkty              | Pozycja             |
| ----- | ------------- | ------------- | ------------------------------------ | ------------------------------------ | ------------------------------------ | ------------------------------------ | ------------------------------------ | ------------------------------------ | ------------------------------------ | ------------------------------------ | ------------------------------------ | ------------------------------------ | ------------------------------------ | ------------------------------------ | ------------------------------------ | ------------------------------------ | ------------------------------------ | ------------------------------------ | ---------------- | ---------------- | ------------------- | ------------------- |
| 1999  | Prost-Peugeot | Olivier Panis | NU                                   | 6                                    | NU                                   | NU                                   | NU                                   | 9                                    | 8                                    | 13                                   | 10                                   | 6                                    | 10                                   | 13                                   | 11                                   | 9                                    | NU                                   | NU                                   | 2                | 16               | 9                   | 7                   |
| 1999  | Prost-Peugeot | Jarno Trulli  | NU                                   | NU                                   | NU                                   | 7                                    | 6                                    | NU                                   | 7                                    | 9                                    | 7                                    | NU                                   | 8                                    | 12                                   | NU                                   | 2                                    | NU                                   | NU                                   | 7                | 11               | 9                   | 7                   |